# Marylandská univerzita v College Parku
Marylandská univerzita v College Parku (anglicky University of Maryland, College Park, někdy označovaná jen jako The University of Maryland, tedy Marylandská univerzita, nebo zkratkami UM, UMD či UMCP) sídlící ve městě College Park ve státě Maryland je hlavní složkou Marylandského univerzitního systému. S více než 37 tisíci studenty je největší univerzitou v Marylandu a v metropolitní oblasti Washingtonu D.C. Vznikla v roce 1856 jako Maryland Agriculture College (Marylandská zemědělská vysoká škola). Její sportovní tým, Maryland Terrapins, soupeří v Atlantic Coast Conference. Nejvyšší reputaci ve srovnání s ostatními americkými vysokými školami dosahují především ekonomické programy, programy leteckého a vesmírného inženýrství, žurnalistika a vzhledem k blízkosti hlavního města také politologické obory.

## Fakulty
Marylandská univerzita v College Parku nabízí 127 bakalářských a 112 navazujících programů administrovaných třinácti různými fakultami:
- A. James Clark School of Engineering
- College of Agriculture and Natural Resources
- College of Arts and Humanities
- College of Behavioral and Social Sciences
- College of Computer, Mathematical, and Natural Sciences
- College of Education
- College of Information Studies
- Philip Merrill College of Journalism
- Robert H. Smith School of Business
- School of Architecture, Planning & Preservation
- School of Public Health
- Office of Undergraduate Studies
- School of Public Policy

## Kampus

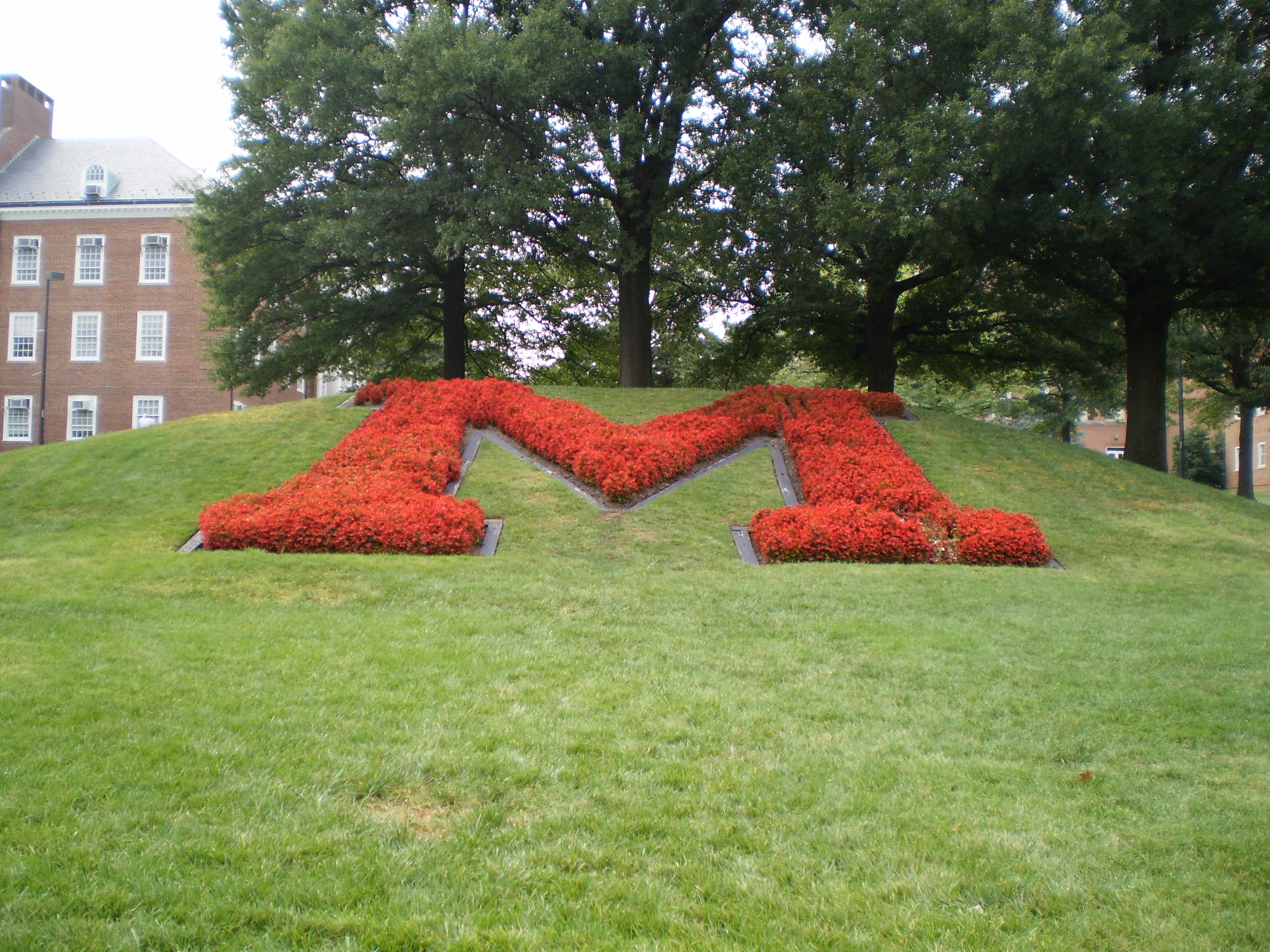
Kruhový objezd s rozkvetlým písmenem "M"

Univerzita se rozkládá na více než 5 kilometrech čtverečních ve městě College Park ležícím uvnitř Capital Beltway, dálničního obchvatu Washingtonu D.C. Kampusem prochází silnice US1, značená jako Baltimore Avenue. Většina kampusu leží nalevo od Baltimore avenue (při cestě z Washingtonu do Baltimoru). Napravo od US1 se nachází Ritchie Colliseum, basketbalová hala využívaná v letech 1932-55, Fraternity row (sídla bratrstev a sesterstev) a residentní čtvrť Leonardtown.
Středem kampusu ve směru východ-západ prochází silnice Campus drive, křižovatka s ulici Regents drive tvoří kruhový objezd s velkým písmenem "M", které je jednou z dominant kampusu. Po většinu roku kvete červeně nebo žlutě, jednou z barev státu Maryland. Na západě ohraničuje kampus silnice University Boulevard. Západně od ní leží golfové hřiště, také patřící univerzitě.
Střed kampusu tvoří park McKeldin Mall pojmenovaný po bývalém guvernérovi státu Maryland Robertu McKeldinovi. Na západním konci Mallu leží největší knihovna univerzity, McKeldin library, na východním potom administrativní budova. Na severní a jižní straně Mallu najdeme budovy pojmenované po významných osobnostech spojených s univerzitou nebo státem Maryland. Uspořádání připomíná střed Washingtonu D.C., kde na východním konci National Mall najdeme Washingtonův monument a na západním Kapitol Spojených států amerických.

Na Campus drive leží budova Adele H. Stamp Student Union, centrum studentských aktivit, basketbalová hala Cole Field House, využívaná v letech 1955 až 2002 nebo zastávka autobusů, jak washingtonského Metrobus, tak autobusů UM-Shuttle bus poskytujících spojení se stanicí metra College Park - University of Maryland, vzdálenějšími částmi kampusu či přilehlými oblastmi, kde jsou ubytováni někteří studenti na něž nevyzbylo místo na kolejích.

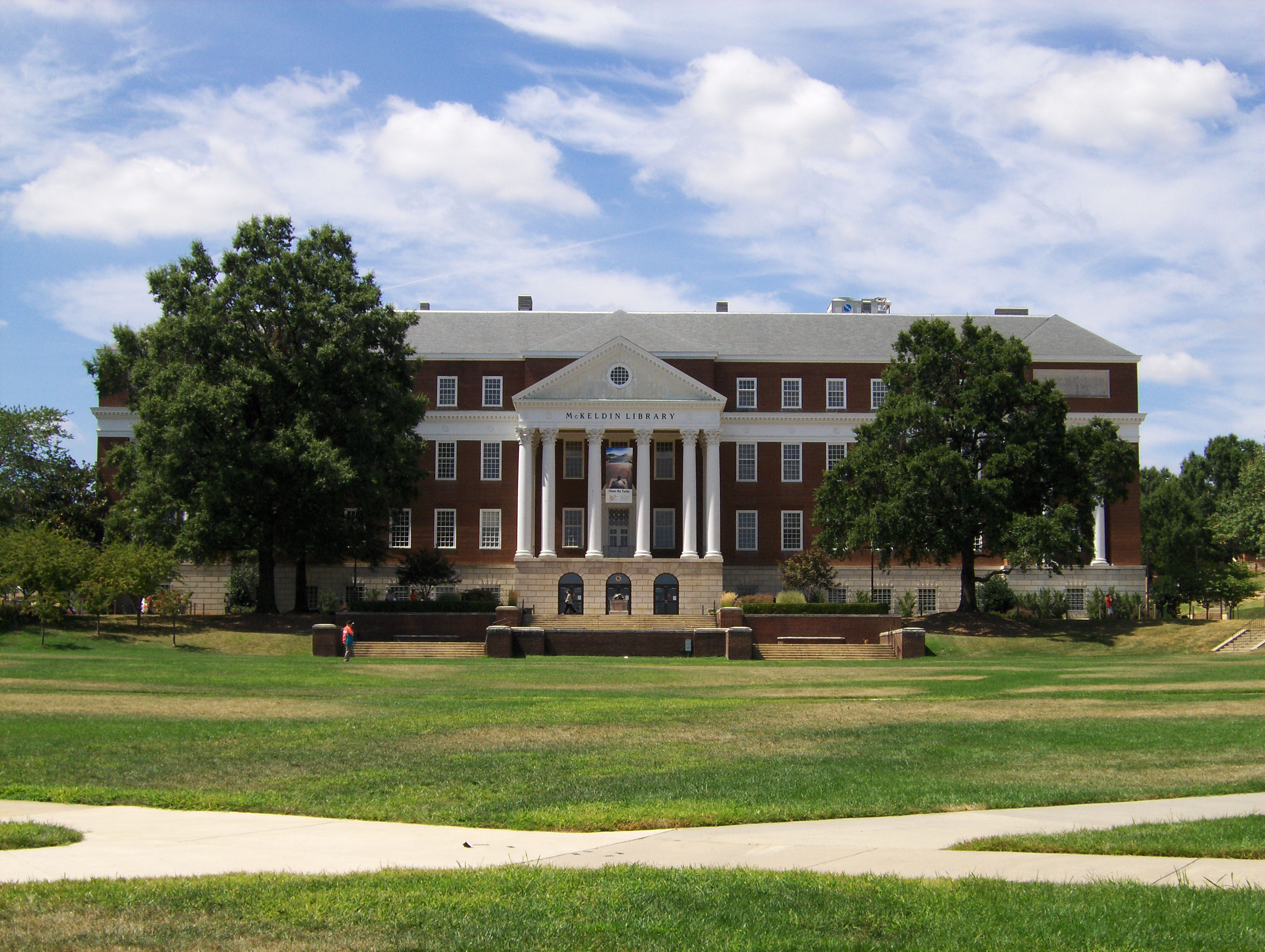
McKeldin Library

Ubytovací komplexy leží na jižním a severním konci kampusu. Nejstarší koleje potom také za McKeldin Library, tyto nesou jména podle okresů ve státě Maryland (Dorchester Hall, Queen Ann’s Hall). Univerzita nabízí tradiční koleje i apartmány (Leonardtown, Campus Commons). Většina pokojů je klimatizována. V centru obou residentních oblastí leží menzy. V severním kampusu potom v akademickém roce 2011/12 bude otevřena třetí.
Větší severní kampus nabízí rekreační prostory pro studenty, především Eppley Recreation Center, třípatrovou budovu s posilovacími stroji, krytou běžeckou dráhou, dvěma bazény (jeden má olympijské parametry), tělocvičnami, kurty na racquetball a squash. K ECR přiléhá venkovní plovárna a hřiště na beach volleyball. Na severní části kampusu se potom nachází také všechny sportoviště univerzitního týmu Maryland Terrapins, tedy především stadion na Americký fotbal Byrd stadium s kapacitou 55 tisíc diváků. Stadion nese jméno Curleyho Byrda, dlouholetého prezidenta univerzity a fotbalového trenéra. V roce 1950 na něm britská královna Alžběta II. a její manžel princ Filip sledovali svůj první zápas amerického fotbalu. S fotbalovým stadionem sousedí baseballový stánek Shipley Field. Atletický a fotbalový komplex Ludwig Field leží východním směrem. Na severním okraji kampusu byla v roce 2004 postavena největší sportovní dominanta Marylandské univerzity, basketbalová hala pro 18 tisíc diváků Comcast Center.

## Maryland Terrapins
Sportovní týmy Marylandské univerzity v College Parku se nazývají Maryland Terrapins. Pojmenování dostaly podle diamantových želv přirozeně žijících v oblasti Chesapeake Bay. Původně se sportovní týmy nazývaly Old Liners. Státu Maryland se přezdívá The Old Line State, ale v roce 1932 na přání tehdejšího fotbalového trenéra (a pozdějšího prezidenta univerzity) Harryho C. Byrda univerzita převzala nový název. Maskotem je želva Testudo. Týmy nastupují v bílých, červených, zlatých nebo černých dresech (barvy na vlajce státu Maryland).

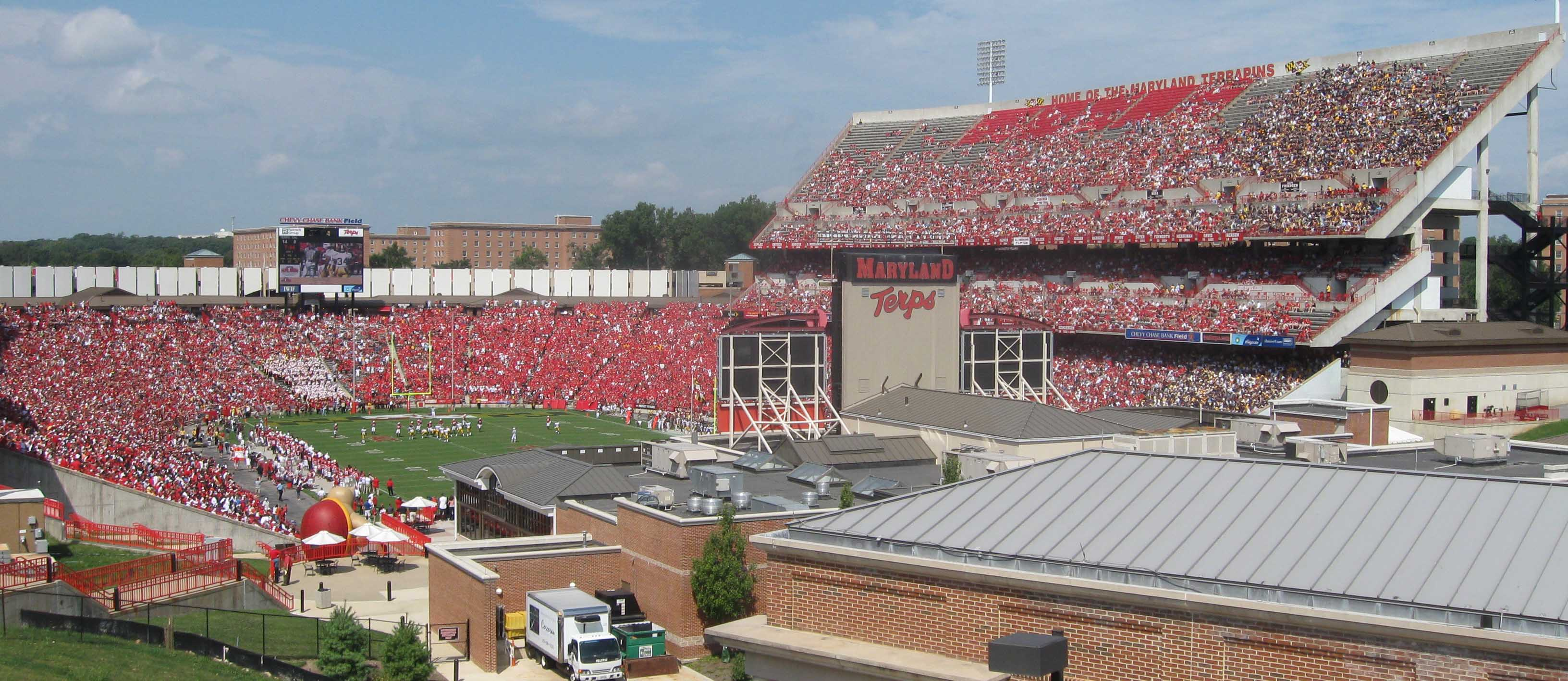
Byrd Stadium v den zápasu

Terrapins, nebo také zkráceně Terps, dosáhli na rovných 40 národních titulů. Nejvíce si připsal tým mužského lakrosu - celkem 11, poslední v roce 1975. Nejčerstvějšími šampiony se v roce 2011 staly pozemní hokejistky. Největší popularitě se těší především americký fotbal (tituly v letech 1953 a 1955) a basketbal (mužský titul v roce 2002 a ženský v roce 2006).

Týmy soupeří v nejvyšší divizi NCAA-I v konferenci Atlantic Coast Conference (ACC). Hlavními rivaly jsou Duke University (v basketbalu), Johns Hopkins University (lakros), Námořní akademie v Annapolisu, Penn State University, University of Virginia a West Virginia University (všechny americký fotbal). Především basketbalové zápasy s Duke Blue Devils prosluly výbušností a výtržnostmi marylandských studentů po domácích zápasech.

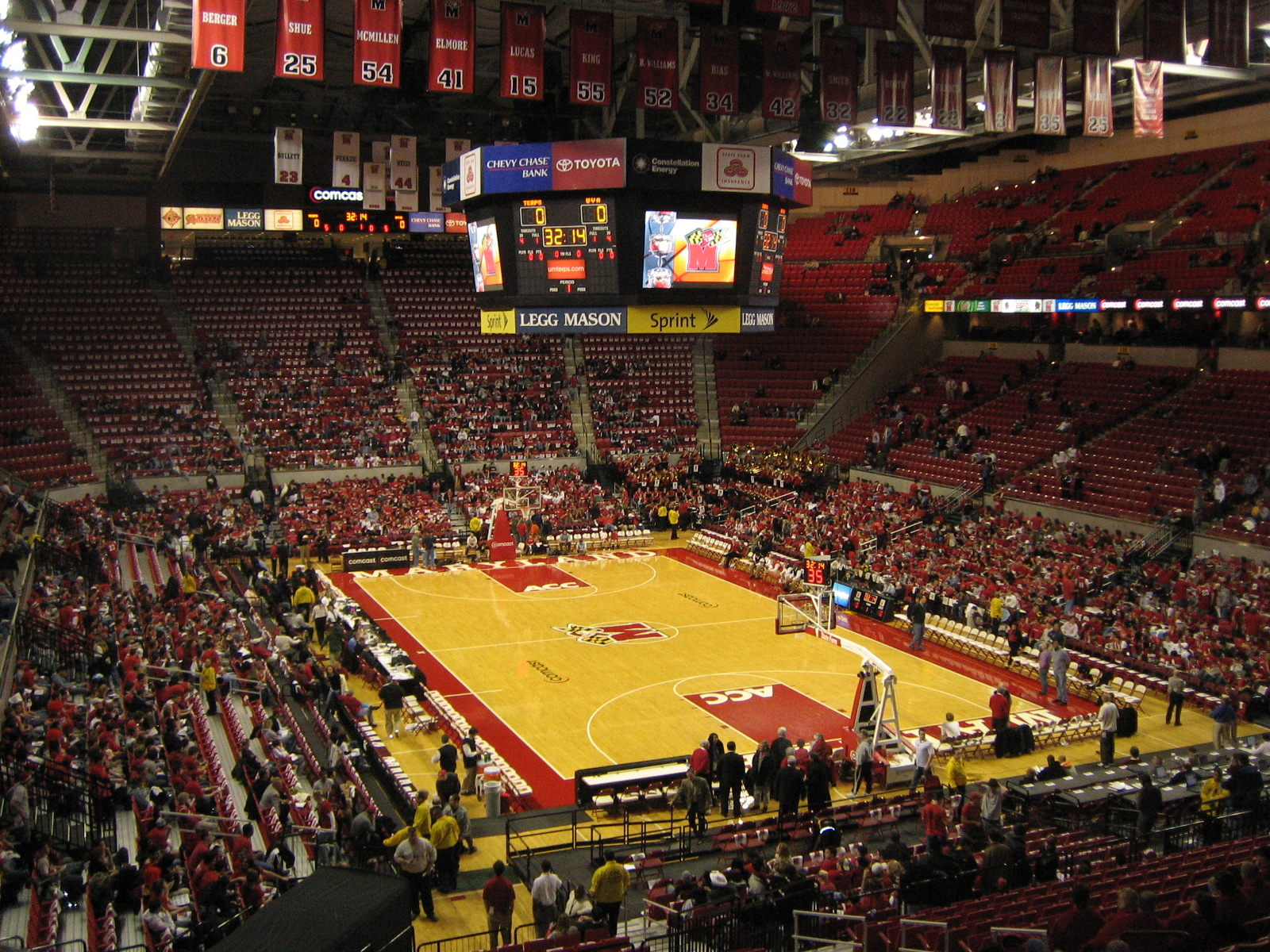
Comcast Center, basketbalová aréna

Od roku 1963 se 33 bývalých basketbalistů Maryland Terrapins dočkalo draftování do NBA. Buck Williams, draftovaný v roce 1983 jako trojka draftu týmem New Jersey Nets odehrál v NBA 1307. John Lucas (1976) a Joe Smith (1995) byli draftováni jako jedničky v prvním kole draftu. Fotbalový tým vychoval 3 budoucí vítěze Super bowlu. Dalšími úspěšnými atlety oblékajícími dres Maryland Terrapins byly Vicky Bulletová (ženský basketbal, olympijská vítězka 1988 a mistryně světa 1990), Maurice Edu (fotbalista Glasgow Rangers a americký reprezentant), gymnastka Dominique Dawesová (zlatá olympijská medaile z Atlanty 1996) nebo Renaldo Nehemiah (držitel světového rekordu na 55m překážek a bývalého světového rekordu na 110m překážek).

## Významní absolventi

### Držitelé Nobelovy ceny
- Raymond Davis, Jr. - Nobelova cena za fyziku, 2002
- Herbert A. Hauptman - Nobelova cena za chemii, 1985

### Umělci
- Mark Lasoff - držitel Oscara za vizuální efekty k filmu Titanic
- Michael Olmert - trojnásobný držitel ceny Emmy za dokumentární tvorbu
- David Silverman - producent seriálu Simpsonovi
- Dianne Wiestová - dvojnásobná držitelka Oskara za Nejlepší herečku ve vedlejší roli
- Jeff Kinney - známý spisovatel soupisků "Deník malého poseroutky"

### Obchodníci
- Sergey Brin - spoluzakladatel Google
- Chris Kubasik - prezident a COO Lockheed-Martin
- Jane Cahill Pfeifferová - ředitelka televizní stanice NBC
- Kevin Plank - zakladatel oděvní společnosti Under Armor

### Politici
- Harry R. Hughes - Guvernér státu Maryland (1979–1987)
- Marvin Mandel - Guvernér státu Maryland (1969–1979)
- Steny Hoyer - člen Sněmovny reprezentantů, Vedoucí většiny ve Sněmovně reprezentantů (2007-2011)
- Galo Plaza - bývalý prezident státu Ekvádor a generální tajemník Organizace amerických států